# Tommy Prim
Tommy Prim (Svenljunga, 29 de juliol de 1955) és un ciclista suec, ja retirat, que fou professional entre 1980 i 1986.
Com a ciclista amateur guanyà diverses vegades el campionat de Suècia de ruta i contrarellotge i el 1976 va prendre part als Jocs Olímpics d'Estiu de Mont-real, on fou setè en la prova dels 100 km contrarellotge per equips del programa de ciclisme.
Com a professional els seus principals èxits els aconseguí al Giro d'Itàlia, una cursa en la qual guanyà una etapa i acabà segon en dues ocasions, el 1981 a tan sols 38" del vencedor final, Giovanni Battaglin, i dues vegades més fou quart. El 1984 guanyà la Tirrena-Adriàtica.

## Palmarès
- 1976
  - Campió de Suècia de ciclisme en ruta
  - Vencedor d'una etapa del Tour de l'Avenir
- 1979
  - Campió de Suècia de ciclisme en ruta
- 1980
  - 1r a la Copa Agostoni
  - Vencedor d'una etapa al Giro d'Itàlia.  1r de la Classificació dels joves
  - Vencedor d'una etapa de la París-Niça
- 1981
  - 1r al Tour de Romandia
  - 1r al Trofeo Pantalica
  - Vencedor d'una etapa de la París-Niça
- 1982
  - 1r a la Volta a Suècia i vencedor d'una etapa
  - Vencedor d'una etapa del Tour de Romandia
  - Vencedor d'una etapa de la Setmana Catalana
- 1983
  - 1r a la Volta a Suècia i vencedor de 2 etapes
  - 1r a la París-Brussel·les
  - Vencedor d'una etapa del Tour de Romandia
- 1984
  - 1r a la Tirrena-Adriàtica
- 1985
  - Vencedor d'una etapa del Tour de Romandia
  - Vencedor d'una etapa de la Volta a Suècia
  - Vencedor d'una etapa de la Volta a Dinamarca

### Resultats al Giro d'Itàlia
- 1980. 4t de la classificació general. Vencedor d'una etapa.  1r de la Classificació dels joves
- 1981. 2n de la classificació general
- 1982. 2n de la classificació general
- 1983. 15è de la classificació general.  Porta el mallot rosa durant 1 etapa
- 1985. 4t de la classificació general
- 1986. 21è de la classificació general